# Sumerpur
Sumerpur è una suddivisione dell'India, classificata come municipality, di 31.459 abitanti, situata nel distretto di Pali, nello stato federato del Rajasthan. In base al numero di abitanti la città rientra nella classe III (da 20.000 a 49.999 persone).

## Geografia fisica
La città è situata a 25° 09' 33 N e 73° 05' 27 E.

## Società

### Evoluzione demografica
Al censimento del 2001 la popolazione di Sumerpur assommava a 31.459 persone, delle quali 16.479 maschi e 14.980 femmine. I bambini di età inferiore o uguale ai sei anni assommavano a 5.278, dei quali 2.776 maschi e 2.502 femmine. Infine, coloro che erano in grado di saper almeno leggere e scrivere erano 18.750, dei quali 11.689 maschi e 7.061 femmine.